# Archibald Wavell
El Mariscal de Camp Sir Archibald Percival Wavell, 1r Comte Wavell, GCB, GCSI, GCIE, CMG, MC, PC va ser un militar britànic, comandant de les forces britàniques a l'Orient Mitjà durant la Segona Guerra Mundial. Comandà les forces britàniques fins a la victòria contra els italians, només per ser derrotat per l'Afrika Korps de l'exèrcit alemany. Va ser el penúltim Governador General de l'Índia, entre 1943 i 1947.

## Biografia
Wavell va néixer a Colchester, però passà la major part de la seva infantesa a l'Índia. El seu pare era major general a l'exèrcit britànic i el jove Archibald seguí l'elecció del seu pare.
Wavell assistí al Winchester College i a la Reial Acadèmia Militar de Sandhurst. S'allistà al Black Watch el 1900 i lluità a la segona Guerra Boer. El 1903 va ser destinat a l'Índia, lluitant a la campanya de Bazar Valley el 1908. El 1911, Wavell passà un any com a observador militar amb l'exèrcit rus.
Wavell estava destinat com a oficial d'estat major quan esclatà la Primera Guerra Mundial. Va ser destinat a una unitat de combat, sent ferit el 1915 durant la batalla d'Ypres, perdent un ull. Després de la seva recuperació, va ser destinat com a oficial d'enllaç amb l'exèrcit rus el 1916, aquest cop a Turquia. El 1918 va ser destinat a l'estat major del General Allenby a Palestina.
Wavell va estar destinat a diversos llocs durant el període d'entreguerres: entre 1919 i 1920 va estar destinat a l'Estat Major General de la Força Expedicionària a Egipte, entre 1920 i 1921 és comandant de companyia dels Black Watch a l'exèrcit d'ocupació del Rin, entre 1921 i 1926 està destinat al Ministeri de la Guerra; l'1 de juliol de 1930 és promogut a Brigadier, sent nomenat comandant de la 6a Brigada; entre 1932 i 1933 és Ajudant del Rei, i fins a 1937 és el comandant de la 2a Divisió.
El 1937, tornà a Palestina, on hi havia una revolta creixent com a comandant de les forces britàniques a Palestina i la Transjordània. El 26 d'abril de 1938 és el Comandant en Cap del Comandament del Sud, i el 28 de juliol de 1939 va ser nomenat cap del Comandament de l'Orient Mitjà, ocupant aquest càrrec quan esclata la Segona Guerra Mundial.
Durant els primers mesos de la guerra, el Teatre de l'Orient Mitjà restà tranquil, fins a la declaració de guerra italiana al juny de 1940. Les forces italianes superaven en nombre a les britàniques. No obstant això, Wavell va ser capaç no només de defendre's dels atacs italians, sinó d'ocupar les seves colònies a Etiòpia i Somàlia. Al febrer de 1941, els britànics semblaven estar a punt d'expulsar les darreres forces italianes a Líbia, amb la qual cosa hagués acabat tot el control de l'Eix a l'Àfrica.

Wavel es troba amb el Tinent General Quinan, comandant de les forces britàniques i índies a l'Iraq a l'abril de 1941

Però mentre que Wavel ja es dirigia cap al cor de Líbia, els italians i els alemanys estaven atacant Grècia. Wavel hagué d'aturar el seu avanç cap a Líbia per enviar tropes cap a Grècia. Es mostrà en desacord amb aquesta decisió, però obeí l'ordre: el resultat va ser desastrós, car els alemanys van tenir l'oportunitat de reforçar als italians al nord d'Àfrica, els britànics van ser incapaços d'establir una defensa adequada a Grècia i van veure's obligats a retirar-se fins a Creta amb grans pèrdues, i una facció Pro-Eix va derrocar al govern d'Iraq, iniciant-se la breu Guerra Anglo-Iraquiana.
Wavell va ser reemplaçat com a Comandant de les forces britàniques a l'Orient Mitjà per Sir Claude Auchinleck al juliol de 1941, després del fracàs de l'Operació Destral de Guerra. Llavors, va ser destinat a l'Índia, on serví com a Comandant en Cap. Allà tornà a trobar-se amb l'infortuni de veure's al capdavant d'un teatre amb escassetat d'efectius quan esdevingué una zona de guerra quan els japonesos declarà la guerra al Regne Unit al desembre de 1941. va ser fet Comandant en Cap de l'ABDA (American-British-Dutch-Australian), però va veure's obligat a evacuar el seu quarter general de Java després de la dissolució d'ABDA.
Tot i la seva capacitat, no tenia els recursos per defendre el territori del qual era responsable, i va ser incapaç d'evitar les conquestes japoneses de Singapur, Malàisia i Birmània.

Wavell com a Governador General de l'Índia (centre), amb Auchinleck (dreta) i Montgomery

Wavell tornà a ser substituït del seu càrrec militar pel General Auchinleck, que en aquells moments també havia adquirit experiència al Nord d'Àfrica. El 1943, Wavell va ser fer vescomte i nomenat Virrei de l'Índia. El seu mandat allà va ser per mantenir l'statu quo al Raj britànic durant la guerra, continuant al càrrec fins que va ser substituït per Lord Mountbatten el 1947.
Wavell és considerat el millor Virrei i Governador General de l'Índia, no només perquè ja havia fet tots els seus deures abans de ser Virrei, sinó perquè també és considerat com una de les personalitats britàniques que arribà a l'ànima dels indis i els entengué. La seva comprensió de la situació índia i veure com les seves demandes i proposicions eren ignorades per Winston Churchill el van frustrar. Va al·legar-se en veure com Clement Attlee rellevava a Churchill com a Primer Ministre al juliol de 1945, però aviat es va desenganyar per la lentitud d'Attlee en prendre decisions.
Wavell va demanar en diverses ocasions ser rellevat del seu càrrec, però les seves peticions van ser rebutjades per Londres. No obstant això, si no hagués estat Wavell allà, la tensió generalitzada es podria haver prolongat i esdevenir més i més sagnant. Wavell estava en contra de la Partició de l'Índia, car sabia que acabaria en un bany de sang que ni els indis ni els britànics serien capaços de controlar. Volia estar preparat per a tot i treballà en els preparatius per a una situació en què l'Índia seria partida. Quan es decidí que la política britànica seria la partició, va ser Wavell qui deixà els fonaments pels treballs del president de la Comissió de la Frontera, Sir Cyril Radcliffe (aquest treball es conegué com la Línia Radcliffe.
Wavell va tornar a Anglaterra. El 1947 va ser fet Comte, i el títol passà al seu fill Archibald després de la seva mort el 1950.

## Dates de promoció
- Tinent de 2a - 08/05/1901
- Tinent - 13/08/1904
- Capità – 20/03/1913
- Major - 08/05/1916
- Tinent Coronel – 03/06/1917
- Coronel – 12/07/1922
- Brigadier – 01/07/1930
- Major General Major General – 16/10/1933
- Tinent General – 29/01/1938
- General – 01/10/1940
- Mariscal de Camp – 01/01/1943

## Condecoracions
Consell Privat del Regne Unit (1943)
 Gran Creu de l'Orde del Bany (04-03-1941)
Comandant de l'Orde del Bany (02.01.1939)
Company de l'Orde del Bany (01.01.1935)
 Cavaller Gran Comandant de l'Orde de l'Estrella de l'Índia (18/09/1943)
 Cavaller Gran Comandant de l' Orde de l'Imperi Indi (18/09/1943)
 Company de l'Orde de Sant Miquel i Sant Jordi (01/01/1919)
 Creu Militar (03.06.1915)
 Cavaller de l'orde de Sant Joan (4/1/1944)
 3 Mencions als Despatxos (22-06-1915, 04-01-1917, 22-01-1919)
 Medalla de la Reina de Sud-àfrica 1899-1902, amb Barres:
Orange Free State
Transvaal
South Africa 1901
South Africa 1902
 Medalla del Servei General a l'Índia 1908-35 amb Barra 
NW Frontier of India 1908
 Estrella de 1914
 Medalla Britànica de la Guerra 1914-20
 Medalla de la Victòria de 1914-1918
 Medalla del Servei General (1918) amb Barra: 
Palestine
 Estrella de 1939-45
 Estrella d'Àfrica
 Estrella de Birmània
 Medalla de la Guerra 1939-1945
 Medalla del Jubileu de Plata del Rei Jordi V 1935
 Medalla de la Coronació del Rei Jordi VI 1937
 Orde de Sant Vladimir (Rússia) (1917)
 Orde de Sant Estanislau de 3a classe amb Espases (Rússia) (15-02-1917)
 Orde de El Nahda de 2a classe (Hedjaz) (30-09-1920)
 Comandant de la Legió d'Honor (França) (07-05-1920)
 Orde Virtuti Militari de 5a classe (Polònia) (23-09-1941)
 Gran Creu amb Espases de l'orde de Jordi I (Grècia) (9-5-1941)
 Creu Militar de 1a classe (Grècia) (10-04-1942)
 Comandant de l'Orde del Segell de Salomó (Etiòpia) (05-05-1942)
 Gran Creu de l'Orde d'Orange Nassau (Països Baixos) (15-01-1943)
 Creu Militar (Txecoslovàquia) (23-07-1943)
 Cap Comandant de la Legió del Mèrit (Estats Units) (23-07-1948)
 Orde del Núvol i la Bandera (Xina)
 Estrella de Nepal